# Болгары в Албании

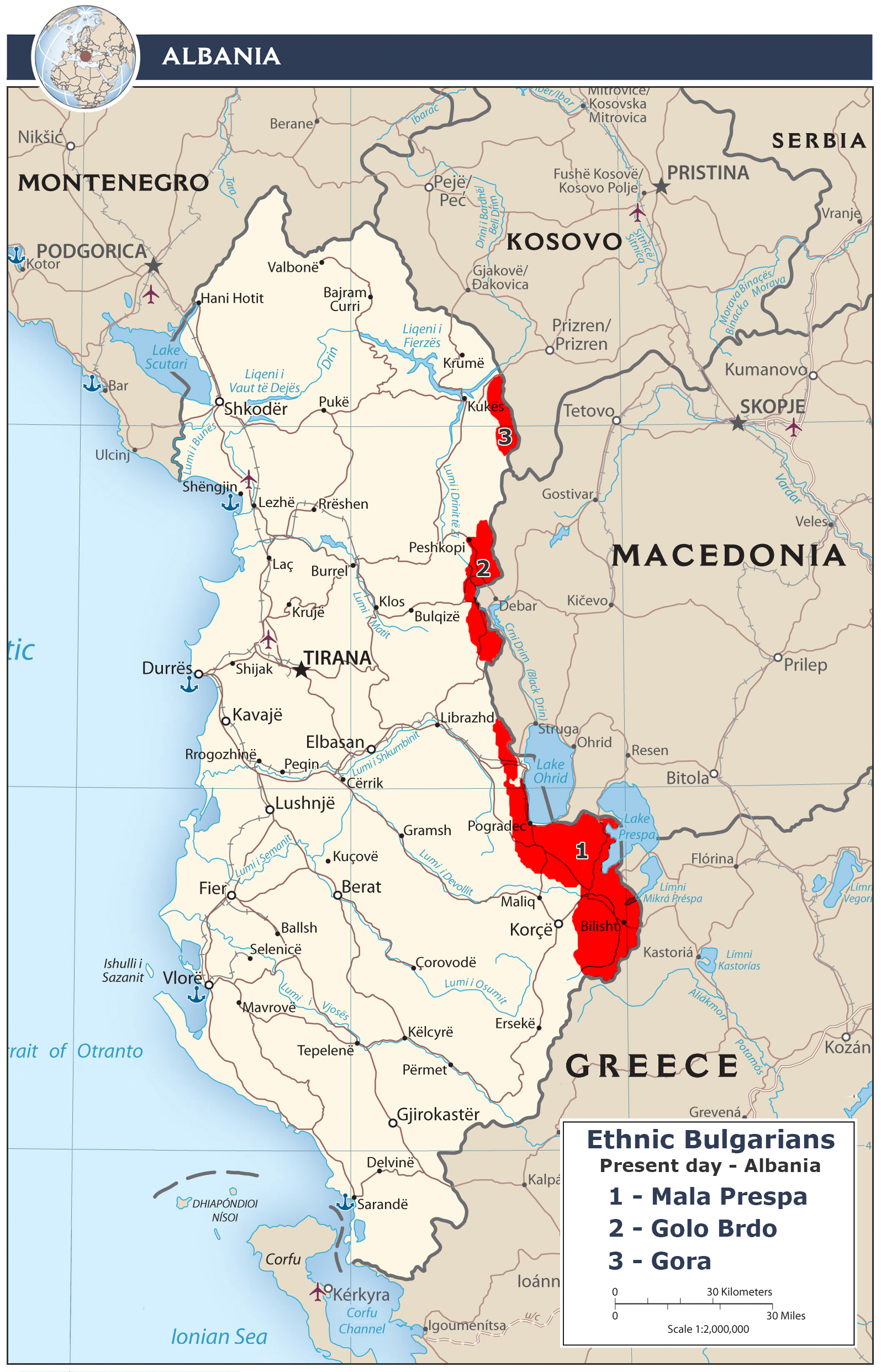
Основные регионы с болгарским населением сегодня — Мала Преспа, Голо Бардо и Гора.

В Албании проживает от 60 000 до 170 000 болгар. Болгарское меньшинство было официально признано правительством Албании 12 октября 2017 г. 28 января 2019 года новости на болгарском языке начали транслироваться по албанскому государственному телевидению.

## История
Сегодняшняя территория Албании была частью Болгарского государства на протяжении долгого времени в средние века. Здесь находится Кутмичевицкий район, главный культурный и образовательный центр болгар, где работали болгарские средневековые писатели Климент Охридский и Наум Преславский, у первого там было 3500 студентов. В Дурресе (Северная Албания) родился Иоанн Кукузель, один из самых выдающихся музыкантов-композиторов церковной музыки средневековой Европы. Здесь он написал свое знаменитое произведение «Похвала болгарке», посвященное его матери. В XVIII—XIX веках большинство болгар в регионе обратилось в ислам. В годы между двумя мировыми войнами Болгария развернула активную дипломатическую деятельность по признанию болгарской общины в Албании национальным меньшинством. Официальная позиция Болгарии в период 1945—1990 годов прямо противоположна. Болгары под властью Энвера Ходжи были отвергнуты из Софии[неоднозначно] и были объявлены приоритетом Скопье.

## Место расположения
Компактными болгарскими анклавами в Албании являются районы Мала Преспа, Голо Бардо и Гора (Кукуска Гора), расположенные на границе с Северной Македонией. Значительное количество болгар проживает в городах: Эльбасан (4—12 тыс.), Тирана (3—4 тыс.), Дуррес (2—3 тыс.), Пешкопия (около 1 тыс. человек). Топонимы в районе между реками Вёса и Девол имеют болгарское происхождение.
Болгары в районе Кукаска Гора, т. н. Горани, насчитывают около 7500 человек и населяют 9 сел, крупнейшее из которых — Шиштевец (1800 человек). Помимо этих деревень на реке Дрин, в окрестностях есть много албанизированных болгарских деревень. В своей книге 1820 года «Путешествие в Эпир, Албанию, Македонию и Фессалию» французский дипломат Франсуа Пуквиль описал болгарские деревни в районе реки Девол.
Концентрацию болгарских переселенцев из района Голо Бардо в столице Албании Тиране составляют кварталы: «Кодра есть Прифтите» (Попово Бардо), «Догана», «Али Деми», «Альянс», «Киностудия» и др..

## Культура
Болгарскими организациями являются: Культурно-просветительское общество «Иван Вазов» — Тирана (с 1999 г.), Культурное общество «Процветание Голо Бардо» — Тирана (с 2000 г.), Клуб дружбы и сотрудничества «24 мая» — Тирана (с 2008 г.).

## Признание болгарского меньшинства в Албании
Болгарское меньшинство — единственное непризнанное историческое меньшинство, подвергшееся жестокой пропаганде денационализирующими властями Югославии, которые пытались, в той или иной мере привить недавно созданную[неоднозначно] после Второй мировой войны македонскую национальную идентичность местному славянскому населению в Вардарской Македонии, Эгейской Македонии и Восточной Албании и среди болгар в Пиринской Македонии.
В 1932 году в соответствии с резолюцией, принятой на Второй Балканской конференции в Стамбуле, Болгария и Албания подписали окончательный протокол, в котором говорилось, что албанская делегация признала существование болгарского меньшинства в Албании. Однако из-за смены правительства и последовавшей мировой войны резолюция так и не была ратифицирована. 
Среди вопросов, которые являются чувствительными для болгарской стороны и двусторонних отношений, — вопрос о правах лиц болгарского этнического происхождения. В Албании официально признаны три национальных меньшинства  — греческое, македонское и сербо-черногорское, а также два этнолингвистических меньшинства — цыганское и валашское / аромунское. Болгарский этнос не признается. Эта неблагоприятная для Болгарии ситуация создает значительные преимущества перед Северной Македонией, которая в течение многих лет проводила целенаправленную политику для насаждения доктрины о «македонском характере» населения болгарского происхождения в Албании.
Болгары, сохранившие свою этническую идентичность в Албании, являются важным свидетельством правды об историческом прошлом страны, и болгарское происхождение славянского населения региона Македония. Следовательно, в контексте интеграционного процесса присоединения Албании к ЕС, Болгария настаивает на равенстве болгар в Албании с другими этническими группами в соответствии с практикой и законодательством страны в этой сфере, то есть на официальном признании болгарского меньшинства наряду с другими официально признанными меньшинствами.
Болгарская община находится под угрозой исчезновения по трем основным причинам:
1. По сравнению с другими национальными меньшинствами, это единственное меньшинство, что еще не было официально признано албанским государством и которое было денационализировано десятилетиями с его молчаливого согласия;
2. В отличие от других небольших сообществ, болгарское рассеяно в основном в трех разных регионах, не связанных друг с другом. Это Голо Бардо, Гора и Преспа, население которых разбросано по маленьким деревням в одном из беднейших восточных регионов Албании;
3. Болгарская община религиозно разнообразна. В Преспе преобладают православные христиане, в Голо-Бардо — преимущественно смешанные — мусульмане и православные христиане, а в районе Горы преобладают мусульмане. Эти факторы способствуют особому статусу болгарской общины в Албании как находящейся под угрозой и усиливают ее потребность в поддержке и государственном признании.

15.02.2017 г. впервые в своих ежегодных отчетах о прогрессе в Албании Европейский парламент призывает правительство Албании признать болгарское меньшинство в стране. Депутаты Европарламента д-р Андрей Ковачев и Ангел Джамбазки оказывают необходимую поддержку важным изменениям в отчете, который определен как исторический.
Официальный текст принятого отчета гласит:
```
Отмечает, что необходимы дальнейшие усилия для защиты прав всех меньшинств в Албании посредством полного осуществления соответствующего законодательства;
рекомендует, чтобы права людей болгарского этнического происхождения в регионах Преспа, Голо Бардо и Гора были включены в законодательство и гарантированы на практике.
```

12 октября 2017 г. Парламент Албании принял поправку к Закону о защите меньшинств, согласно которой Албания официально признает болгарское меньшинство.

## Болгары в Албании и македонский национализм
После окончания Второй мировой войны, в обмен на обеспечение прав меньшинств для албанцев, Югославия режима И.Б.Тито потребовала, чтобы Энвер Ходжа объявил албанских болгар «македонским меньшинством» и начал их македонизацию при участии Югославии, а после 1991 года — с помощью Северной Македонии. В конце 1969 года бывший министр образования Реджеп Красничи опубликовал статью о своей Родине в «Akem News», органе угнетенных европейских народов, в которой болгары упоминались как этническое меньшинство в Албании. После падения сталинского режима в Албании национально сознательные местные болгары в стране начали создавать свои собственные организации и ассоциации, но до второй половины 2010-х годов они не получали поддержки официальных болгарских государственные органы. Македонские националистические активисты и организации отрицают присутствие местных болгар в Албании и представляют болгарское самоопределение как мотивированное желанием получить болгарский паспорт для облегчения экономической миграции, потому что после присоединения Болгарии к Европейскому Союзу эти паспорта можно использовать для безвизового въезда в Западную Европу, несмотря на то, что жители районов с болгарским населением никогда не объявляли себя «греками», хотя в Албании существует по разным данным от 8 до 10 % официально признанное греческое меньшинство, Греция является членом Европейского Союза с 1981 года и ее паспорта могут быть использованы для безвизового въезда в 186 стран мира, а с болгарскими паспортами это возможно только в 173 странах, и одна из этих 13 стран, недоступных с болгарскими паспортами и доступных с греческими паспортами — США.

## Образование
На территории Албании действуют 3 болгарские школы — воскресная школа Христо Ботева в Тиране, а также две школы в Корча и Билишта.